# Mjölkvattsfjället
Mjölkvattsfjället (sydsamiska: Mealhkantjahke) är ett fjäll inom Sösjöfjällen i Kalls socken, Åre kommun, Jämtland. Mjölkvattsfjället når 1 248 meter över havet och har fått sitt namn från sjön Mjölkvattnet på gränsen mellan Kall och Offerdals socken. Mjölkvattsfjället är beläget inom Njaarke sameby. 